# Isocentris charopalis
Isocentris charopalis is een vlinder van de familie van de grasmotten (Crambidae). De wetenschappelijke naam van deze soort is voor het eerst voorgesteld door Charles Swinhoe in een publicatie uit 1907.
De soort komt voor in Congo-Kinshasa, Zambia, Namibië, Zuid-Afrika, Eswatini en Australië (Queensland).